# Collmen (Colditz)

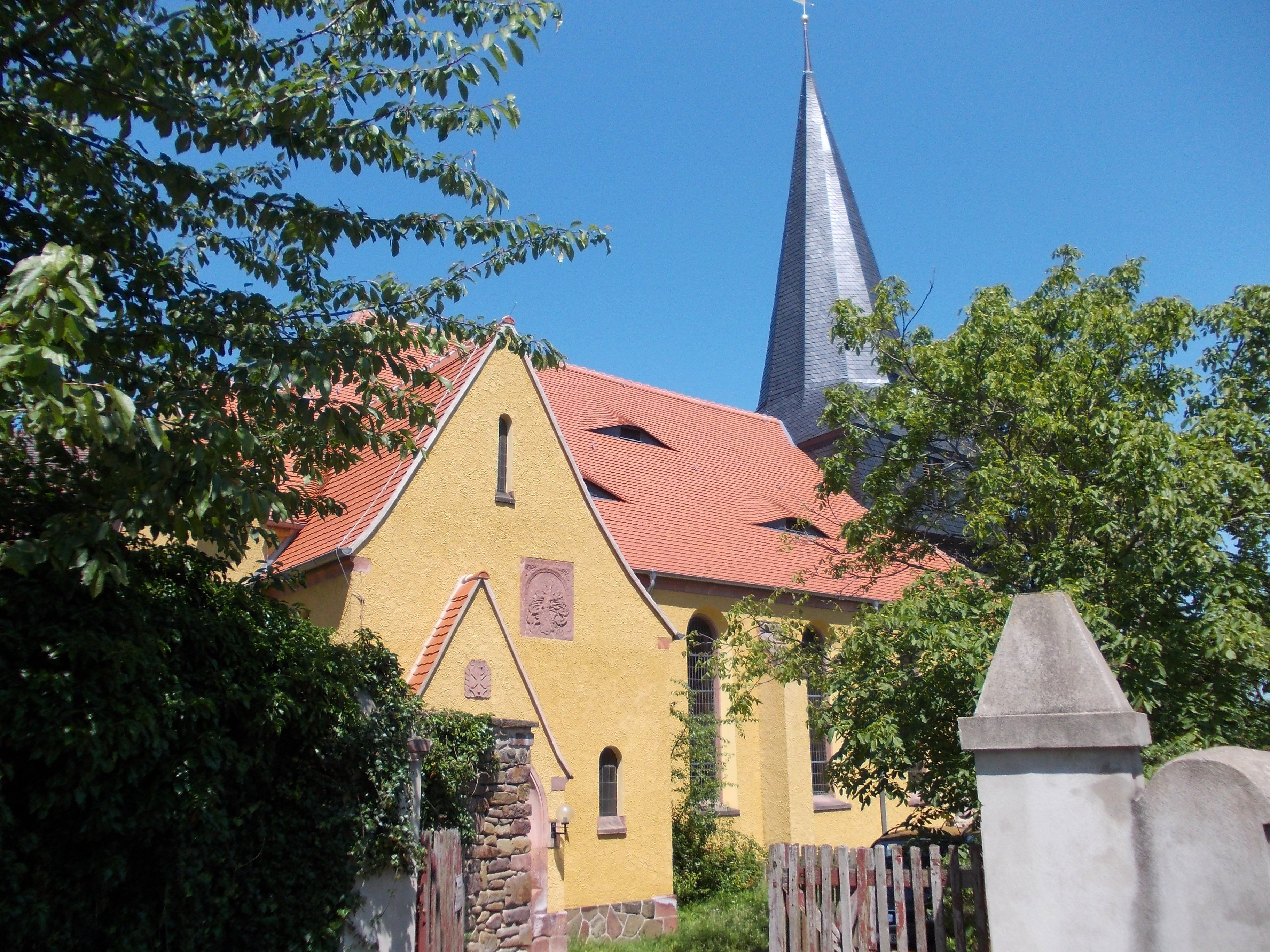
Kirche

Collmen ist seit 2011 ein Ortsteil der Stadt Colditz im Landkreis Leipzig in Sachsen, zuvor war Collmen Ortsteil von Zschadraß.

## Lage und Erreichbarkeit
Collmen liegt etwa 6 km nordöstlich der Stadt Colditz und ist über die B 176 und die S44 direkt mit ihr verbunden.

## Geschichte
Erstmals genannt wird Collmen 1214 in einer Urkunde des Bischofs von Meißen für Kloster Buch, in der er die Übertragung des Kirchspiels (parochia) Leisnig bestätigt, zu dessen Ausstattung die capella Chulme gehörte.
Um 1260 wird vom Bischof von Meißen eine Veränderung der Sprengel bestätigt. Auf Bitten der Brüder Heinrich und Heinrich de Lubewiz, und der Bauern in Commichau, die zur Parochie der Kirche in Leisnig vor der Burg gehörten, „wegen der Entfernung und besonders wegen der Vernachlässigung der Kranken“, wurde das genannte Dorf an die Parochie in Collmen gewiesen. Collmen war also Pfarrkirche geworden, zugeordnet waren außer Commichau noch die Dörfer Zschirla, Skoplau und Kaltenborn.